# Altrose
A altrose é um monossacarídeo do tipo hexose, de fórmula química C6H12O6. Faz parte do grupo das aldoses. 
Enquanto a forma D-altrose é obtida artificialmente, a L-altrose pode ser isolada a partir de polissacarídeos extracelulares elaborados por certas cepas da bactéria Butyrivibrio fibrisolvens,  quando cultivada em meio contendo carboidratos.